# Villaflores (Chiapas)
Villaflores es una ciudad en el estado mexicano de Chiapas y también es la cabecera municipal del municipio homónimo, en los límites de la Depresión Central de Chiapas y de la Sierra Madre de Chiapas, predominando el relieve montañoso, según el censo de población del 2015 hay 98,618 habitantes. Por su número de habitantes, Villaflores el la undécima ciudad más grande de Chiapas.

## Historia
La historia de Villaflores se remonta a la época de los dominicos del convento de Chiapas, quienes fundaron las haciendas denominadas frailescas. El primer intento de integración municipal es el decreto promulgado el 9 de noviembre de 1876 por Carlos Borda, gobernador y comandante militar de Chiapas; el mandato ordenaba la creación de un pueblo del estado con el nombre de Santa Catarina La Grande, a la congregación de familias residentes en el terreno Catarina, perteneciente al departamento de Chiapa. El nuevo pueblo estuvo a punto de nulificarse, pues no obstante que el decreto establecía: “Previa indemnización del terreno que se ocupe”, la familia Moreno (que fue afectada) interpuso el recurso de amparo, el cual le fue concedido por la Suprema Corte de Justicia de la Nación. Con este motivo, Sebastián Escobar, gobernador del Estado, promulgó un decreto (7 de noviembre de 1877) que deroga la anterior disposición. Sin embargo, al correr del tiempo el pueblo de Santa Catarina La Grande subsiste. 
En 1915 el gobernador Jesús Agustín Castro le da la categoría de municipio libre. El 10 de julio de 1935 se cambia la cabecera municipal al poblado de Monte Negro, situación que se revierte en enero de 1936. El 30 de noviembre de 1944 el gobernador del estado Rafael Pascacio Gamboa le otorga la categoría de ciudad a la cabecera municipal.

## Hechos históricos relevantes
- 1876 la comunidad fue decretada como pueblo.
- 1893 el 3 de noviembre Emilio Rabasa promulga el decreto que cambia el nombre al poblado de Catarina la Grande por el de Villaflores.
- 1915 siendo gobernador Jesús Agustín Castro le da la categoría de municipio libre.
- 1935 el 10 de julio se cambia la cabecera municipal al poblado de Monte Negro, situación que se revierte en enero de 1936.
- 1944 el 30 de noviembre el gobernador del estado Rafael Pascacio Gamboa le otorga la categoría de ciudad a la cabecera municipal.
- 1950 se inauguró el palacio municipal.
- 1983 para efectos de plantación se ubica al municipio en la región IV Frailesca.
- 1985 con motivo del 175 aniversario de la Independencia y 75 de la Revolución mexicana, durante un periodo nacional, reciben en la cabecera municipal los símbolos patrios.

## Toponimia
El pueblo originalmente se llamó Santa Catarina la Grande y el 3 de noviembre de 1893, el gobernador Emilio Rabasa promulga el decreto que cambia el nombre del poblado por el de Villaflores. La denominación formal es Villa Flores.
Antiguamente, Villaflores recibió el mote de Cantarranas, porque allí se formaban charcas durante las lluvias y se congregaban muchas ranas a cantar.

## Cultura
Actualmente se cuenta con el Centro Cultural Frailescano que es dependiente de La Rial Academia de la Lengua Fraylescana, este mismo centro es la sede de la casa de la cultura municipal.

## Educación
En el año 2000, el municipio presentó un índice de analfabetismo del 19.32%, indicador que en 1990 fue de 22.77%. De la población mayor de 15 años, 29.18% tiene primaria incompleta, 15.59% completó los estudios de primaria y 34.15% cursó algún grado de instrucción posterior a este nivel.

## Fiestas y tradiciones
Señor de Esquipulas, San Martín de Porres y San Juan Carnaval en el pueblo de Nuevo México que es una fusión de tradiciones de los primeros pobladores de ese ejido, provenientes del estado hermano de Oaxaca y del municipio de Ocozocoautla.  Además de la fiesta 15 de septiembre el grito de independencia en Pueblo Cristóbal Obregón.

## Religión
El 69.59% de la población profesa el catolicismo, 11.05% el protestantismo, 7.04% bíblica no evangélica y 12.32% ateísmo.

## Medios de comunicación
El municipio dispone de 12 oficinas postales y una oficina de telégrafo y correos, así como con una red telefónica con servicio estatal, nacional e internacional.
Cuenta con dos emisoras de radio: 103.9 FM "Extremo Grupero" y 98.3 FM "Radio Frailescana" esta última forma parte del Sistema Chiapaneco de Radio Televisión y Cinematografía y se encuentra en fase de prueba.

## Turismo
Los principales atractivos turísticos son: Grutas de Guaymas. Las grutas se localizan a 5 kilómetros del ejido El Portillo y a 47 kilómetros de la ciudad de Villaflores. La distancia desde la capital del Estado es de 76 kilómetros vía Suchiapa. Tiene una extensión de 20 a 30 metros de ancho y 20 metros de altura aproximadamente con 75 metros de profundidad. Sus formaciones son de estalactitas y estalagmitas. Se recomienda pedir autorización para visitar las grutas a la autoridad de la localidad el Portillo y solicitar una guía con el comisario de bienes ejidales. En este atractivo se practica generalmente la observación de la naturaleza, excursionismo y fotografía. 

### Carreteras
El municipio en el año 2000 contaba con una red carretera de 564.3 mm. Integrados principalmente por la red de la Comisión Estatal de Caminos (261.4 km) y a caminos rurales construidos por las Secretarías de Obras Públicas, Desarrollo Rural, Defensa Nacional y la Comisión Nacional del Agua (262.1 km). La red carretera del municipio representa el 32.4% de la región económica IV Frailesca.
Actualmente Villaflores es una de las ciudades estratégicas de Chiapas ahora será un importante nudo de comunicaciones debido a que se le atravesara el Circuito Chiapas de donde sale desde El Parral (Chiapas) en la presa Angostura hasta Tonalá así como la supercarretera : Tuxtla Gutiérrez-Tapachula en donde serán puntos intermedios Villaflores y Motozintla el tramo en donde va a iniciar la autopista es el de Suchiapa-Guadalupe; así como el de Villaflores-Villa Hidalgo-El Parral en este último en donde se pretenden unir a Circuito Chiapas con los tramos siguientes:
- Aeropuerto Angel Albino Corzo-Acala-Venustiano Carranza-Socoltenango-La Trinitaria
- Autopista Chiapas Bicentenario: El Parral-La Concordia-Rizo de Oro-Chicomuselo-Frontera Comalapa
- Aeropuerto Angel Albino Corzo-El Parral-Villaflores-Tonalá-Puerto Arista
- Autopista Directa al Soconusco y Puerto Chiapas: Tuxtla Gutierrez-Suchiapa-Guadalupe Victoria-Villaflores (Tramo: Tuxtla Gutiérrez zona sur-Tapachula)
- Supercarretera Villaflores-Jaltenango-Montecristo de Guerrero-Siltepec y (Motozintla-Niquivil-Pavencul-Tapachula tramo Fronteriza del Sur y Tuxtla Gutierrez-Tapachula Via Corta Directa)